# Monopalmitato de sorbitano
El monopalmitato de sorbitano o Span 40 es una mezcla de ésteres formados a partir del ácido graso de 16 átomos de carbono, llamado ácido palmítico y polioles derivados del sorbitol, sorbitano e isosorbida. Se utiliza como aditivo alimentario, y se designa con el número E E495.

## Propiedades
Alrededor del año 2000, la UE permitió el uso de monopalmitato de sorbitano como aditivo alimentario en productos de panadería, glaseados, mermeladas, lácteos, blanqueadores de bebidas, concentrados líquidos de frutas y hierbas, sorbetes, salsas emulsionadas, complementos alimenticios y chicles, entre otros.
El monopalmitato de sorbitano es un polisorbato que se deriva de la mezcla de ésteres parciales de sorbitol tratados con ácido palmítico. Se trata de un tensioactivo lipofílico. Puede encontrarse en combinación con polisorbatos. Se utiliza para modificar la cristalización de las grasas. Es insoluble en agua. Los humanos pueden procesar hasta 25 mg/kg de peso corporal. Se metaboliza a sorbitol y ácido palmítico, sin efectos secundarios aparentes. 